# باب الخروج (رواية)
باب الخروج هي رواية من تأليف عزالدين شكري فشير.

## مقدمة
تدور أحداث رواية (باب الخروج) عن شاب مصري شغل منصب المترجم في القصر الرئاسي. في البداية، عمل على ترجمة المقالات ثم بعد ذلك امتهن مهنة الترجمة فورية للقاءات الرئيس ومحاوراته الدولية. "تكرار وجودك في نفس المكان مع الرئيس يمنحك شعورًا بالأهمية والقوة لا يمكنك مقاومته، لأنك تنتقل من حيث كنت لتصبح عضوا في طائفة الناس الذين يرون الرئيس دوما، وهي طائفة محدودة العدد جدا. قبولك في عضوية هذه الطائفة يعطيك تميزا عن البقية، شئت أم أبيت، وشيئا فشيئا تعتاد هذا التميز، ويرتبط شعورك بنفسك وبقوتك بانتمائك لهذه الطائفة، وطبعا بالرئيس نفسه."كتب عزالدين شكري فشير روايته في عام 2011 بعد ثورة 25 يناير وتنبؤ بما تلاها من أحداث في الحياة السياسية في مصر حتى عام 2020. وتُعد هذه الرواية هي الأولى من نوعها التي تُصور واقع وتتنبأ بمستقبل؛ وتتحقق تنبؤات عز الدين في كثير من الأحداث والوقائع مع بعض الاختلافات. لكنه نجح بشكل كبير في تجسيد المشهد السياسي والصراع على الحكم في مصر بعد الثورة وسعي كل فصيل سياسي للفوز بالسلطة وتحقيق مصالحه الشخصية وإن تعارضت مع مصالح الوطن. كما أنه يُجسد حياة المصريين من كِد وتعب ومشقة تكبدها المواطنين للخروج من الأزمات المتتالية التي حلت بهم. وتبدأ الرواية من نهاية الأحداث حيث يروي الأب (علي شكري) قصته لابنه وهو على متن سفينة لا يعلم مصيره بعدها؛ الاعتقال والمحاكمة بتهمة الخيانة للوطن أو القتل. "اليوم هو العشرون من أكتوبر 2020 وحين تصل إليك رسالتي هذه بعد يومين بالضبط من الآن، سأكون سجينا أو جثة. إما سيقولون لك أن أباك مات بطلا، وإما ستقرأ في الجرائد نبأ خيانتي العظمى والقبض عليّ."ويروي الأب أحداث حياته لابنه ليُطلّعه على المصاعب والتحديات التي واجهها في حيانه الشخصية أو المهنية. "إن الأمور لا تتحسن مع الوقت بل نحن الذين نعتاد سوأها. فلا تكرر هذا الخطأ؛ اتبع صواب قلبك من البداية."يوجه الأب نصائحه لابنه ليستفيد منها ويحاول جاهدًا تفادي الأخطاء التي وقع فيها والده من ذي قبل. "لا يعرف الآباء حجم سلطتهم على أبنائهم، ولا يعرف الأبناء إلى أي درجة يجهل الآباء طريقهم ويتحسسون من الخطأ ويترددون مثلهم، وإلى أي حد يمكنهم أن يغيروا آرائهم لأتفه الأسباب."

## نبذة عن الكاتب
ولد عزالدين شكري فشير في الكويت لأبوين مصريين عام 1966 ثم عاد مع أبويه لمصر وهو لم يتجاوز العامين واستقروا بمدينة المنصورة التي تعلم بمدارسها. وفي السابعة عشر انتقل للقاهرة لدراسة العلوم سياسية بجامعة القاهرة، وتخرج منها عام 1987. عمل بعد ذلك لفترة وجيزة كباحث بمركز الأهرام للدراسات السياسية والاستراتيجية، كما قضى خدمته العسكرية ونشر عدة مقالات بمجلة السياسة الدولية. بعدها التحق بالعمل بالسلك الدبلوماسي المصري، حيث عمل بمكتب الدكتور بطرس بطرس غالي لمدة عام، ثم سافر لباريس للدراسة، وحصل على الدبلوم الدولي للإدارة العامة من المدرسة القومية للإدارة بباريس في 1992. بعد ذلك عاد لمصر لأقل من عام ثم رحل من جديد لكندا للدراسة، فحصل على ماجستير العلاقات الدولية من جامعة أوتاوا في 1995 عن رسالته في مفهوم الهيمنة في النظام الدولي، وبعدها حصل على دكتوراة العلوم السياسية من جامعة مونتريال عام 1998 عن رسالته حول الحداثة والحكم في النظام الدولي.
بعد حصوله على الدكتوراة عاد د. فشير مرة أخرى لمصر، حيث عمل بالمعهد الدبلوماسي المصري لمدة عامين، ونقل في صيف 1999 للعمل كسكرتير أول بالسفارة المصرية بإسرائيل. بقي بهذا العمل عامين، وبعدها انتقل للعمل كمستشار سياسي لمبعوث الأمم المتحدة بالشرق الأوسط بمدينة القدس، وظل بهذا العمل حتى صيف 2004. غادر د. فشير فلسطين عندئذ إإلى السودان للعمل مرة أخرى كمستشار سياسي لمبعوث الأمم المتحدة للسودان خلال مفاوضات السلام بين الشمال والجنوب، وتولى متابعة ملف دارفور بالبعثة لمدة عام، حتى عاد من جديد للدبلوماسية المصرية، هذه المرة كمستشار بمكتب وزير الخارجية. ظل د. فشير بهذا العمل حتى أغسطس 2007، حيث ترك وزارة الخارجية وتفرغ للكتابة (حيث أتم روايته الثالثة - غرفة العناية المركزة)، وعمل لمدة عام بمجموعة الأزمات الدولية ثم بالتدريس في الجامعة الأمريكية بالقاهرة. وله عدة أعمال: "عناق عند جسر بروكلين (2011)، "أبوعمر المصري" (2010)، "غرفة العناية المركزة" (2008)، "أسفار الفراعين" (1999)، و"مقتل فخرالدين" (1995).

## أحداث الرواية
«كان أكبر أسباب انغماسي في العمل هو انغماسي في العمل نفسه، فعندما تبدأ في السير على هذا الدرب تفقد الأصدقاء والأهل سريعًا. وتتقلص حياتك الإجتماعية حتى لا تعود تعرف ماذا تفعل بالوقت إن وجدت نفسك في إجازة.»
يسرد علي شكري لابنه يحيى حياته بالتفصيل في خطاب يكتبه إليه وهو على متن سفينة محملة بالأسلحة ولا يعرف مصيره بعد تلك العملية؛ هل سيتهم بالخيانة، أم سيواجه القتل كعقاب له؟ يحكي علي لابنه دراسته في الصين وكيف استطاع إتقان اللغة صينية، ومن ثم عمله في ترجمة بعض المقالات في القصر الرئاسي، ثم عمله كمترجم فوري للرئيس، ثم الثورة وما نتج عنها من أحداث أدت إلى تغير مجرى حياته تمامًا. «نحن الموظفين، كبارًا وصغارًا، نعتمد على احترام النظام، لا من أجل لقمة عيشنا فقط، بل كي يكون لحياتنا ولنا قيمة كبشر. لهذا كنا نستاء من تسرب الفوضى، ومن تعدد مراكز القرار في القصر، ومن التدخلات الآتية من خارجه، ومن التردد في اتخاذ القرار أو تقلص الاهتمام، ومن الجمود والفشل الذي بات واضحا للجميع. صار هذا الجمود حياتنا، وانطبع الفشل علينا جميعًا؛ نقضي أيامنا في محاولة دفع عجلة لا تدور، وينتهي بنا الأمر جميعًا إلى أن نجري في مكاننا، مثل العجلات الرياضية التي انتشرت في ذات الوقت في مصر. لكن ما العمل؟» ويسرد له حال المصريين إبان الثورة وما ترتب عليها؛ الحياة السياسية، والإقتصادية، والإجتماعية. كان عزالدين فكري هو الصديق المقرب لعلي شكري في الرواية وكان رجلا سياسيًا مُحنكًا وكانت له رؤية سياسية واضحة بعد التخبطات التي حدثت في مصر بعد الثورة بين جميع القوى السياسية، وكان دائمًا ما يُردد: «نحن نجري بسرعة نحو حائط أو هوة.»
تُعد رواية باب الخروج هي الرواية الأولى من نوعها التي تتنبأ بالأحداث التي حدثت إبان ثورة 25 يناير 2011. وقد وُفق عزالدين شكري في معظم نبوءاته بشكل كبير مما أدى إلى نجاح الرواية نجاحًا ملحوظًا. ففي تلك الرواية صدقت توقعات د فشير عن حُكم مصر بعد ثورة يناير؛ تحدثت الرواية بشكل درامي عن صعود الإسلاميين في مجلس الشعب وعن أول رئيس إخواني في تاريخ مصر (تم كتابة الرواية قبل الانتخابات رئاسية 2011 بكثير)، ثم تتحدث عن انقلاب عسكري على هذا الرئيس وعن مذبحة غير آدمية للإسلاميين ومحاولات لتبريرها، ثم تسرد أحداث تقديم العسكر لمدنيين كواجهة ديكورية لحكم مدني، ثم تمر على صراعات العسكر مع الديمقراطيين، وأخيراً تتحدث عن صراعات الديمقراطيين وتصفيتهم بعضهم بعض بدم بارد ليعود العسكر للحكم مرة أخرى. تدور تلك الأحداث في سياق درامي تاريخي رائع حيث لا يتجاهل أحد من السياسين في المشهد السياسي سواء الفلول، أو الإخوان، أو السلفين، أو الليبرالين، أو أي فصيل سياسي آخر كان له وجود على الساحة السياسية في مصر بعد الثورة. «دائمًا ما تأتي الأمور مختلطة: الإحباط والتحقق، الشكوك والإيمان، البرودة والسعادة، ولا يمكنك الفصل بينهم واختيار جانب واحد.».
تعتبر تجربة قراءة في رواية «باب الخروج» حالياً تجربة مختلفة لأي قاريء، ليس فقط لأنها كُتبت منذ فترة بعيدة وتنبأت بما يحدث الآن من أحداث لم تكن على بال من يحللون السياسة في وسائل إعلامنا سواء المعارضين أو المهلليين، لكن أيضاً لأنها تتعرض إلى جدلنا الإنساني المستمر حول هذه الدماء التي تراق يومياً وهي مابين مُبرر لإراقة المزيد منها ومندد بسفكها والراضي عنه. تدور أحداث الرواية في عام 2020 حيث تبدأ الرواية بالوالد وهو يقص على ابنه ما حدث قبل وأثناء وبعد ثورة 25 يناير. "هناك أعوام تمر في حياتك مثلما قال العميد القطان، دون أن يحدث فيها شيء سوى أنها تمر. ليس هذا أمرًا طبيعيًا، لكنه معتاد. وحين أنظر الآن إلى هذه الأعوام أشعر بالندم لأني تركتها تمر هكذا، تضيع. الحقيقة أني كلما فكرت في حياتي السابقة أفاجأ بأني لا أندم على شيء فعلته بقدر ما أندم دومًا على أشياء لم أفعلها، فتذكر ذلك يا يحيى." يستفيض الأب في رسالته لابنه حيث يحكي له ما مر به في دراسته وعمله في القصر الرئاسي كمترجم للرئيس شخصيًا، ثم اندلاع ثورة وما ترتب عليها من آثار وعواقب وخيمة أدت إلى انهيار حكومات الدولة وأجهزتها، وسفر العديد من رجال الأعمال إلى خارج البلاد منهم زوجة البطل التي فرت بانها يحيى مع والدها اللواء القطان. بجانب الحياة السياسية في الرواية، فإنها تقص الحياة الإجتماعية في مصر آنذاك. أصبحت إراقة الدماء أمرًا طبيعيًا، وأصبح كل شخص يلهث وراء مصلحته دون النظر أو الالتفات إلى مصلحة الوطن أو المصلحة العامة. أخذت قوى الدولة تتهاوى شيئًا فشيئًا حتى انهارت بالكامل وانهار معها الشعب المصري وخرجت الجموع الغاضبة الرافضة للظلم والقمع والغلاء. يسرد عزالدين شكري في روايته جانب كبير من الأحداث التي حدثت في ثورة يناير ويصف أحوال المصريين فيها. "ظلت اللقطات المدهشة تتوالى، من الفتى الذي وقف أمام عربة الأمن يواجه خرطوم المياه بجسده، إلى الحشود التي تسير نحو قوات الأمن دون خوف، إلى الفتية الذين يلتقطون بأيديهم قنابل الغاز ويرسلونها إلى من ألقاها عليهم. كان من المستحيل أن ترى تلك المشاهد تحدث ولا تفهم أن شيئًا كبيرًا يحدث، شيئًا مختلفًا." "أمام مبنى التلفزيون كانت هناك بعض المدرعات، لكنها بدت ضعيفة وبلا حول ولا قوة في وسط الجموع التي تتجاهلها أو تقفز فوقها لتلتقط الصور أوتكتب عليها شعارات ضد النظام." وكانت لتلك الحشود والجموع الكبيرة في الشوارع أثر كبير في تغير الحياة السياسية في مصر آنذاك حيث استطاعت أن تُسقط رأس النظام، الرئيس الأسبق –حسني مبارك- وتُقدمه للمحاكمة. «أدهشني ما أرى وهزني من أعماقي، أنا الذي لم أرَ الشعب من قبل. سرت وأنا أتساؤل من هؤلاء ومن أين خرجوا ولم الآن. لن أحدثك عن تفاصيل الميدان وسلوك الناس والروح التي سادته، فقد كتب الناس عن هذا بما فيه الكفاية، وستجد آلاف الصفحات والتعليقات والشهادات التي تحكي عن هذه الأيام إن شئت. لكني أقول لك شيئًا واحدًا، أني وأنا جالس على حافة الرصيف في الميدان، أرقب الناس من حولي عرفت أن النظام قد ولّت أيامه ولن تعود. أنا المترجم الذي قضيت معظم أيامي داخل القصر الرئاسي، الذي يتوه إن خرج من مصر الجديدة ولا يعرف شيئًا يذكر عن» الشعب"، والذي لا يفهم كثيرا في السياسة، ويكره المبالغات، عرفت وأنا جالس هناك في صباح 29 يناير 2011 أن الأمر قد انتهى، أن مصر قد انفجرت وخرج ما في باطنها إلى السطح ولن يعود كما كان قبل ذلك اليوم."
وكما تكون الثورات، كانت التظاهرات الشعبية يوم 25 يناير ثورة مصرية ضمت جميع الطوائف والفصائل المختلفة. اجتمع المصريون على مطالب واحدة، ونادوا بهتاف واحد وهو: عيش، حرية، عدالة اجتماعية. «شرح محمود لنا الوضع كما يراه: مجموعات كثيرة من الشباب وغير الشباب تنتمي إلى توجهات سياسية وفكرية متباينة، وكثير منها غير مسيس أصلا، ولا شئ يجمعهم سوى المطالب السلبية: رحيل رأس النظام، إلغاء مباحث أمن الدولة، إلغاء الحرس الجامعي، أشياء مثل هذه. كذلك هم لا يثقون بأحد، ولا يمكنهم أن يفوضوا أحد. سألته عن الحل فرد بأنه ليس هناك مشكلة تقتضي حل؛ هذه ثورة، وهكذا تكون الثورات.» ووصف عزالدين العديد من الأمور التي حدثت في ثورة يناير كاللجان شعبية والمحاولات التي قامت بها للتصدي للبلطجية. كما حاول الكاتب جاهدًا أن يُلقي الضوء على المناوشات التي قامت بين الشرطة والأهالي أكثر من مرة، وتطور الأمر في كثير من الأحيان ووصوله إلى الصراعات والقتل من بين الطرفين. وأيضًا الصراعات بين البلطجية والمتظاهرين في ميدان التحرير والإصابات البالغة التي تعرض لها العديد من الشباب والتي وصلت إلى حد القتل. «هكذا كان العام الأول من الثورة؛ لم يُسقط نظاما ويُقم نظاما جديدا مثلما كان المتظاهرون يأملون، لكنه خلخل الأشياء وهزها من أعماقها. ستسقط كل هذه الأشياء فيما بعد، وتقوم مكانها أشياء جديدة مثلما تعلم. لكن ليس هذا بيت القصيد، فقد درست هذا وقرأت عنه بما يكفي. ما أريد قوله لك أن العام الأول من الثورة خلخل حياتنا نحن حتى حياتنا الشخصية وأصدقائنا وعلاقات بعضنا ببعض. لا أدري كيف حدث ذلك لكنه حدث. كأننا كلنا كنا مربوطين بشئ وانقطع، فصرنا نتحرك بحرية أكبر. أو كأننا عشنا تحت غطاء انكشف وطار في عاصفة، فصرنا نرى بعضنا بعضا ونرى أنفسنا بشكل أوضح. أو لعلنا ببساطة صرنا أحرارا أكثر، ليس تماما، لكن أكثر مما كنا قبلها. وانعكس ذلك على كل شئ في حياتنا وإن لم ندرك ذلك وقتها، ونحن مشغولون بقرارات المجلس العسكري، وبحوادث الاعتداء على الأبرياء، وبقتلى ماسبيرو، وبالمحاكمات العسكرية، ومن الذي ظل في موقعه ومن أُطيح به، واختفاء البنزين وأنابيب البوتاجاز، وكل هذه التفاصيل التي شحبت أهميتها وتضاءلت بعض ذلك.»
كما يذكر عزالدين الأعوام التي تلت الثورة وما فيها من فوضى وبلطجية ومحاولات من الناس للتصدي لكل هذا. كما يستعرض مشاعر الناس المتناقضة من الأمل واليأس، الاحباط والنشوة وذلك بعد مرور عام واثنين وثلاثة على الثورة دون أن تتحقق مطالبها وأهدافها. «عادت النغمة القديمة بحلول العام الثاني للثورة، (شباب الثورة الأنقياء) أصبحوا (عيال تافهين ضايعين) ولا يفقهون من أمرهم شيئا، مضللين ومفتونين بالأضواء والتلفزيونات وبعضهم مأجور لجهات أجنبية، لا يأتِ العام الثاني للثورة بما تشتهي الأنفس.» ومع كل عام يمر على الثورة دون تحقيق أي من أهدافها يُصاب الشباب بالإحباط والفشل ويزداد شعورهم بعدم جدوى الثورة التي قاموا بها وآمنوا بها. ويستعرض الكاتب دور المجلس العسكري في الحكم بعد ثورة يناير في الفترة الانتقالية وبعد الإطاحة بالرئيس الذي تم انتخابه ويوجز هذا الدور منذ عام 2011 حتى عام 2020. «هل كان الأمر كله مؤامرة من البداية، أم سوء إدارة من المجلس العسكري وسوء تصرف من القوى السياسية؟ لن تعرف الإجابة عن هذا السؤال أبدا.»